# Cape Wilkins
Cape Wilkins är en udde i Antarktis. Den ligger i Östantarktis. Australien gör anspråk på området.
Terrängen inåt land är huvudsakligen kuperad, men den allra närmaste omgivningen är platt. Havet är nära Cape Wilkins åt nordväst. Trakten är obefolkad. Det finns inga samhällen i närheten.